# 依瓦洛·喬切夫
依瓦洛·喬切夫（1993年2月18日—）是一位保加利亞足球運動員。在場上的位置是中場。他現在效力於意大利足球甲級聯賽球隊巴勒莫足球俱樂部。他也代表保加利亞國家足球隊參賽。